# Father of the Pride
Father of the Pride er en amerikansk animeret sitcom for voksne, der er skabt af Jeffrey Katzenberg for NBC.
Serien handler om en dysfunktionel familie, der består af forældrene Larry og Kate, deres børn Sierra og Hunter og Sarmoti og Snack.